# 東浦町立西部中学校
東浦町立西部中学校（ひがしうらちょうりつ せいぶちゅうがっこう）は、愛知県知多郡東浦町にある公立の中学校である。

## 概要
1987年（昭和62年）4月に高根山の丘陵地の宅地造成にともなう人口増加に対応するため、東浦町内3番目の中学校として開校した。校区は1小1中で、生徒のほぼ全員が東浦町立卯ノ里小学校の卒業生で占められている。開校以来、「剛健・創造・自律」の校訓の精神のもとに、職員と生徒が一体となって校風と伝統の樹立に向かって努力してきた。
東浦町立西部中学校では、「花と緑を大切にする楽しい学校」を合い言葉に、2001年度（平成13年度）から取り組み始めたフラワー・ブラボー・コンクール（FBC）活動において、2005年度（平成17年度）春花壇で「内閣総理大臣賞」を受賞し、同年秋花壇で「愛知県大賞」を受賞した。生徒会活動では、「わが街KYODO隊」として、学校で育てた花を地域に配ったり、公共施設の清掃などのボランティア活動を展開し、学校と地域との連携を深めたりしている。

## 沿革
- 1987年（昭和62年）4月 - 開校。
- 1987年（昭和62年）5月 - 校舎竣工式。
- 1987年（昭和62年）9月 - 校旗制定式。
- 1994年（平成6年）11月 - 愛知県教育委員会より保健活動推進校として、優秀賞受賞。
- 2005年（平成17年）6月 - FBC春花壇コンクール内閣総理大臣賞受賞。
- 2005年（平成17年）11月 - FBC秋花壇コンクール愛知県大賞受賞。
- 2006年（平成18年）6月 - FBC春花壇コンクール愛知県知事賞受賞。
- 2006年（平成18年）11月 - 創立20周年記念式典開催。
- 2006年（平成18年）12月 - FBC秋花壇コンクール環境大臣賞受賞。
- 2007年（平成19年）6月 - FBC春花壇コンクール愛知県教育委員会賞受賞。
- 2007年（平成19年）11月 - FBC秋花壇コンクール文部科学大臣奨励賞受賞。
- 2008年（平成20年）6月 - FBC春花壇コンクール愛知県教育委員会賞受賞。
- 2008年（平成20年）11月 - FBC秋花壇コンクール愛知県大賞受賞。
- 2009年（平成21年）6月 - FBC春花壇コンクール文部科学大臣奨励賞受賞。
- 2009年（平成21年）11月 - FBC秋花壇コンクール愛知県大賞受賞。
- 2010年（平成22年）6月 - FBC春花壇コンクール愛知県大賞受賞。

## 校訓
- 剛健・創造・自律

## めざす生徒像
- 心身を鍛え、たくましく生きる生徒
- 自他の長所を認め、伸ばすことのできる生徒
- 礼節を重んじ、自らの意志で行動できる生徒

## アクセス
- 名鉄河和線 巽ヶ丘駅下車、徒歩約15分。
- 知多バス東ヶ丘団地線 高根中央公園下車、徒歩約5分。
- 東浦町運行バス（う・ら・ら） 高根口下車、徒歩約1分。